# Afrikanska mästerskapen i taekwondo 2022
Afrikanska mästerskapen i taekwondo 2022 arrangerades mellan den 13 och 17 juli 2022 i Kigali i Rwanda.

## Resultat

### Herrar
| Gren   | Guld                             | Silver                              | Brons                              |
| –54 kg | Mahamadou Amadou Niger           | Hamza El Hacham Marocko             | Oswaldo Ocira Uganda               |
| –54 kg | Mahamadou Amadou Niger           | Hamza El Hacham Marocko             | Baye Galass Ndiaye Senegal         |
| –58 kg | Mohamed Khalil Jendoubi Tunisien | Omar Lakehal Marocko                | Mostafa Mansour Egypten            |
| –58 kg | Mohamed Khalil Jendoubi Tunisien | Omar Lakehal Marocko                | Issa Diakité Elfenbenskusten       |
| –63 kg | Abdelbasset Wasfi Marocko        | Ahmed Nassar Egypten                | Fares Boujemai Tunisien            |
| –63 kg | Abdelbasset Wasfi Marocko        | Ahmed Nassar Egypten                | Maman Mansour Chipkaou Niger       |
| –68 kg | Aaron Kobenan Elfenbenskusten    | Ibrahim Maïga Burkina Faso          | Faical Saidi Marocko               |
| –68 kg | Aaron Kobenan Elfenbenskusten    | Ibrahim Maïga Burkina Faso          | Eyad Barakat Egypten               |
| –74 kg | Firas Katoussi Tunisien          | Rami Eissa Egypten                  | Olusola Olowookere Nigeria         |
| –74 kg | Firas Katoussi Tunisien          | Rami Eissa Egypten                  | Ayoub El Yaqini Marocko            |
| –80 kg | Seif Eissa Egypten               | Faysal Sawadogo Burkina Faso        | Youssef Boatris Marocko            |
| –87 kg | Ahmad Rawy Egypten               | Cheick Sallah Cissé Elfenbenskusten | Aly Yazbeck Coulibaly Burkina Faso |
| –87 kg | Ahmad Rawy Egypten               | Cheick Sallah Cissé Elfenbenskusten | Soufiane Elasbi Marocko            |
| +87 kg | Ayoub Bassel Marocko             | Benjamin Okuomose Nigeria           | Anthony Obame Gabon                |
| +87 kg | Ayoub Bassel Marocko             | Benjamin Okuomose Nigeria           | Alasan Ann Gambia                  |

### Damer
| Gren   | Guld                             | Silver                                  | Brons                              |
| –46 kg | Soukaina Sahib Marocko           | Zaraou Abdou Bilane Niger               | Habiba Ahmed Egypten               |
| –46 kg | Soukaina Sahib Marocko           | Zaraou Abdou Bilane Niger               | Aissata Mohamed Siby Mali          |
| –49 kg | Nezha Elaasal Marocko            | Shahd Samy Elhosseiny Egypten           | Karabo Kula Botswana               |
| –49 kg | Nezha Elaasal Marocko            | Shahd Samy Elhosseiny Egypten           | Sharon Wakoli Kenya                |
| –53 kg | Oumaima El-Bouchti Marocko       | Ouhoud Ben Aoun Tunisien                | Maram Ezat Egypten                 |
| –53 kg | Oumaima El-Bouchti Marocko       | Ouhoud Ben Aoun Tunisien                | Ndeye Maty Sarr Senegal            |
| –57 kg | Nada Laaraj Marocko              | Ashrakat Nabil Seddik Egypten           | Mariama Cissé Elfenbenskusten      |
| –57 kg | Nada Laaraj Marocko              | Ashrakat Nabil Seddik Egypten           | Marie Egagne Kamerun               |
| –62 kg | Safia Salih Marocko              | Koumba Nanah-Hélène Ibo Elfenbenskusten | Yacine Diaw Senegal                |
| –62 kg | Safia Salih Marocko              | Koumba Nanah-Hélène Ibo Elfenbenskusten | Nadine Mahmoud Egypten             |
| –67 kg | Ruth Gbagbi Elfenbenskusten      | Aya Shehata Egypten                     | Elizabeth Oluchi Anyanacho Nigeria |
| –67 kg | Ruth Gbagbi Elfenbenskusten      | Aya Shehata Egypten                     | Adinette Umuhoza Rwanda            |
| –73 kg | Maisoun Farouk Egypten           | Dounia Sabir Marocko                    | Everlyn Aluoch Olo'o Kenya         |
| –73 kg | Maisoun Farouk Egypten           | Dounia Sabir Marocko                    | Urgence Mouega Gabon               |
| +73 kg | Fatima-Ezzahra Aboufaras Marocko | Aminata Charlène Traoré Elfenbenskusten | Faith Ogallo Kenya                 |
| +73 kg | Fatima-Ezzahra Aboufaras Marocko | Aminata Charlène Traoré Elfenbenskusten | Carlota Munave Swaziland           |